# Knott (insekter)
Knott (Simuliidae) är en familj i underordningen myggor (Nematocera) bland tvåvingarna. Namnet svidknott används på arter i familjen Ceratopogonidae.

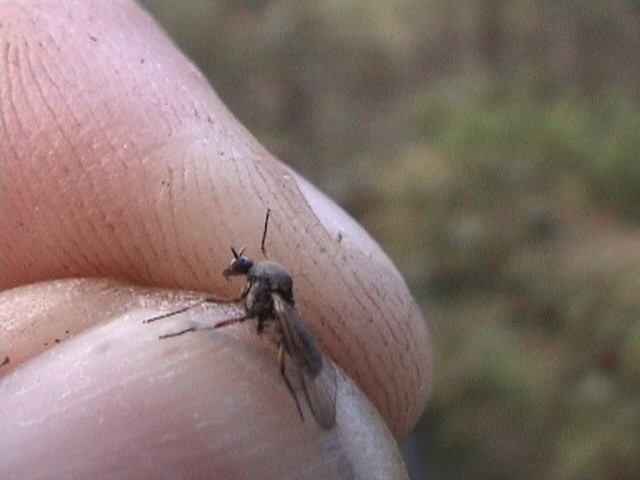
Knott på människa

## Kännetecken
Knott är små eller mycket små myggor (2–6 millimeter) med högt välvd ryggsköld, liten bakkropp, korta antenner samt starka och korta ben. Vingarna är breda i förhållande till djurens oansenliga storlek, vilket gör dem något fluglika. Honorna är gråsvarta, medan hannarnas färg är djupsvart.

## Levnadssätt

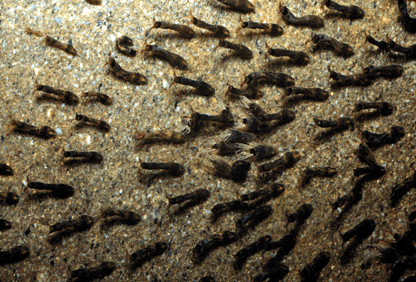
Larver.

Larverna lever i rinnande vatten, där de sitter gruppvis med bakändan fäst vid stenar eller vattenväxter. Före förpuppningen bildar larven en strutlik, upptill öppen kokong, ur vilken puppans huvud med sina tofslika gälar sticker fram. De uppträder svärmvis, huvudsakligen i områden med rinnande vatten. De har gjort sig beryktade som en landsplåga genom sina svidande bett (knott sticks inte), som ofta framkallar svullnad. De kan till och med döda nötkreatur och hästar om de är tillräckligt många.

## Utbredning
Knotten har världsvid utbredning. De finns i hela Sverige och kan bli väldigt talrika framförallt i Lappland.

## Arter
I Sverige finns cirka 60 arter i 7 släkten varav det största är Simulium. 
Skåne har en art, Simulium reptans (synonym Simulia reptans, Linné 1758), som dock mest förekommer i landets nordligare delar, och som visat sig farlig för hästar. Denna art tycks finnas även i Småland, och har där ett dialektalt namn, ava-åt.
Kolumbaczermygga (Simulium columbaschense), ett fruktat plågoris för hästar och nötkreatur, som finns i Sydöst- och Centraleuropa. Arten har fått sitt namn på grund av att dessa knott vid dåligt väder tar sin tillflykt i grottor (jämför med kolumbarium).[källa behövs]